# Ghislenus van Henegouwen
Ghislenus (±600 - Ursidongus, 9 oktober 680), bijgenaamd de apostel van Henegouwen, was een kluizenaar die leefde en werkzaam was in de Frankische Henegouw in de 7e eeuw. Hij stond bekend om zijn missionering en de bekering van de streek. Hij stichtte er een klooster en was de geestelijke raadsman van enkele edelen.

## Herkomst
Ghislenus, ook wel gekend als Gislenus of Gelinus in het Latijn, Ghislain of Guislan onder Franstaligen en als Gelijn in Middelnederlands, was volgens een apocrief werk afkomstig uit Attica, een Grieks schiereiland. Aldaar studeerde hij en begon als monnik te leven volgens de Regel van Basilius. Daar zou tot priester zijn gewijd en zelf episkopos (bisschop) zijn geweest van Athene, maar de stad en zijn bisschopszetel verlaten hebben om zich terug te trekken als kluizenaar. Hij bezocht de paus te Rome, na een pelgrimstocht, rond 650 en die zond hem, met twee leerlingen, naar de Frankische Henegouw, tegenwoordig gekend als Henegouwen. Er is echter een consensus dat de apostel van Henegouwen vermoedelijk een Frank was. Dit is onder meer gebaseerd op zijn Frankische naam, die etymologisch kleine speer betekent. Hij zou voordat hij in de Henegouw kwam ook nog in de streek van Aquitanië geleefd hebben.
Iets dat de theorie over een mogelijk Griekse afkomst steunt is dat zijn tijdgenoot, Theodorus, aartsbisschop van Kantelberg, van oosterse origine was en voordat hij tot aartsbisschop in Engeland werd benoemd aldaar een kluizenaar was. Ook zijn er geen namen bekend van de bisschoppen van Athene tussen de vijfde-eeuwse bisschop Johannes I en de bisschop Joannes II, bisschop rond 780. Ook bestaat de mogelijkheid dat hij Ghislenus als Frankische naam aannam om zijn verleden achter zich te laten en toegankelijker te zijn ten aanzien van de Frankische gelovigen. Een andere theorie is dat hij als Frank geboren werd, maar naar het Griekse schiereiland werd gestuurd om te studeren en uiteindelijk terugkeerde naar zijn geboortestreek.
De meeste biografieën over hem werden echter geschreven in de tiende of de elfde eeuw.
Hij leefde in het graafschap Henegouwen ten tijde van Sint-Amandus, zevende-eeuws bisschop van Maastricht, Sint-Waldetrudis, Sint-Aldegonda en Sint-Amalberga.

## Leven en werk
Met Lambertus en Berlerus, twee verder onbekende leerlingen van hem die samen met hem zijn heilig verklaard, begon hij met preken en bekeren in Castrilocus, het huidige Bergen. Later verplaatste hij zijn activiteiten naar Ursidongus, een plaats die na zijn dood naar hem vernoemd werd, namelijk Saint-Ghislain. In Ursidongus bouwde hij een kluizenaarscel voor zichzelf in de bossen en een kerk of kapel gewijd aan de heilige apostelen Petrus en Paulus. Hij zou dit gedaan hebben omdat de apostel Petrus aan hem was verschijnen en hem had opgedragen het geloof te verkondigen en de mensen te bekeren in de Henegouw en er een kerk gewijd aan de apostelen Petrus en Paulus te bouwen.
Aubertus, de later heilig verklaarde bisschop van Kamerijk, wilde, als bisschop, Ghislenus ontmoeten om de bedoelingen van de haast onbekende kluizenaar te achterhalen. Na deze ontmoeting bood de bisschop hem voldoende bescherming aan bij zijn werk. Tijdens zijn bezoek aan Kamerijk verbleef hij in een villa te Roisin. Men schonk hem landgoederen in Celles en Hornu.

### Mirakelen
Volgens haar biograaf had Sint-Aldegonda op een dag, in haar klooster te Maubeuge, een visioen over de dood van bisschop Amandus van Maastricht. De heilige Ghislenus bezocht haar in haar woning te Mairieu, nabij Maubeuge, en verklaarde haar dat haar visioen een voorteken was van haar eigen naderende dood. De relatie tussen Aldegonda en Ghislenus bracht ook de wederzijdse samenwerking voort tussen hun respectievelijke kloosters van Maubeuge en van Ursidongus. Waldetrudis beloonde Ghislenus, haar trouwe raadgever en geestelijk leider, met een deel van haar villa te Frameries en de kerk van Sint-Quinten, gevestigd binnen de muren van de villa te Quaregnon.
De heilige wordt ook een beerheilige genoemd en er vaak mee afgebeeld. Dit is terug te leiden op een verhaal waarbij koning Dagobert II en zijn gevolg op jacht waren en hun honden een berin achtervolgden. De berin verschuilde zich onder de pij van Ghislenus, die ze van een boomstronk af had getrokken. Ghislenus had deze uitgedaan, omdat het een verschrikkelijk warme dag was. Plots waren de honden het spoor van de berin kwijt. De jagers waren woedend en riepen allerlei beledigingen en verwensingen naar de kluizenaar, die laconiek antwoordde: "Ik vertrouw op God, mijn Heer. Uw dreigementen vrees ik niet, al komen ze van de koning zelf."
Toen koning Dagobert later bij zijn jagers en Ghislenus aankwam, vertelden zijn manschappen hem alles. De koning was onder de indruk van Ghislenus, vroeg zijn zegen en blies de jacht af. Geleid door een arend vond Ghislenus even later zijn pij terug en daarbij een hele berenfamilie die hem niets deden. Het feit dat de koning omwille van een eigenaardige man de jacht had afgeblazen, deed vlug de ronde met als gevolg dat velen op zoek gingen naar Ghislenus.
Een ander verhaal vertelt over hoe Ghislenus een vrouw genas van de vallende ziekte, epilepsie, die daarna een gezond kind baarde. Een andere vrouw, een edelvrouw, was onvruchtbaar. Ghislenus leende haar zijn draagband en ze kreeg later een gezond kind. Deze draagband wordt bewaard en als relikwie vereerd in de kerk van Roisin.

### Abdij van Saint-Ghislain
Ghislenus kreeg steeds meer volgelingen zodat zijn kluizenaarsleven ernstig verstoord werd. Hij besloot een klooster te bouwen voor zijn volgelingen in Ursidongus. Bisschop Aubertus zegende het klooster persoonlijk in. Rond deze tijd kwam hij in contact met Sint-Waldetrudis. Zij werd door hem aangemoedigd om een klooster te stichten in Castrilocus, een plaats waar hij zijn bekering van Henegouwen begon. Het is ook waarschijnlijk dat Ghislenus verantwoordelijk was voor de religieuze roeping van Sint-Aldegonda, abdis van Maubeuge, Sint-Amalberga en Sint-Madelberta. De eerste was de zuster van Sint-Waldetrudis en de andere twee haar dochters.
Hij onderrichtte de christelijke leer aan ieder die het horen wilde en koning Dagobert zelf schonk hem naar verluidt de grond voor het klooster. Vele edellieden waren ook volgelingen van hem en hij inspireerde velen van hen in een religieus leven.
In 684, enkele jaren na zijn dood, werd een abdij gesticht op de plaats waar eerder het door Ghislenus gestichte klooster zich bevond. In het begin van de negende eeuw, rond de periode dat zijn cultus erkend werd, werd de abdij uitgebreid en werd er een kerk ingewijd. De gotische kerk bevat twaalfde-eeuwse reliekschrijnen. Later groeide het uit tot een omwalde burcht (1366). De burcht werd in 1655 door Lodewijk XIV belegerd en deed in 1657 dienst als zetel van het hoofdkwartier van don Juan van Oostenrijk, landvoogd van de Nederlanden. In 1794 werd een wet gestemd die de monniken verplichtte de abdij te verlaten en het gebouw werd tot op de grond afgebroken.

## Overlijden en verering
Hij stierf te Ursidongus op 9 oktober 680. Het klooster dat hij stichtte vernoemde zich hierna naar hem, Saint-Ghislain. Het lichaam, de relieken, van deze volksheilige werden een eerste maal opgegraven rond 929. Tijdens zijn leven was Ghislenus bevriend geweest met Aldegonda van Maubeuge. Dit bracht enkele baldadige zusters uit het klooster van Maubeuge ertoe om het gebeente van Ghislenus te gaan stelen. Dit lukte ze ook nog, maar de bisschop droeg hen op de relieken terug te bezorgen. In de negende eeuw werd zijn cultus reeds door de Kerk erkend.
De relieken werden naar Grand-Lieu, nabij Quaregnon, gebracht in het eind van de tiende eeuw of het begin van de elfde eeuw. In 1025 liet Gerard van Florennes, bisschop van Kamerijk, zijn stoffelijk overschot verplaatsen naar Le Cateau-Cambrésis. Hij werd in de middeleeuwen vaak bezocht door verschillende bisschoppen van Kamerijk.
In 1647 werd zijn lichaam teruggebracht naar de plaats waar hij was overleden en die hem als patroonheilige vereerd, Saint-Ghislain, het vroegere Ursidongus. Zijn feestdag wordt gevierd op 9 oktober. Zijn twee voornaamste leerlingen, Lambertus en Berlarus, worden vaak samen met hem herdacht. Hij is de beschermheilige van de zwangere vrouwen en wordt aangeroepen tegen epilepsie.

## Verering in België
De Sint-Ghislenusommegang is een processie op 9 oktober ter ere van de heilige en komt voor in sommige parochies waarvan hij de beschermheilige is. Het gebruik van processies is echter sterk afgenomen na de eerste helft van de twintigste eeuw.
In Kortenbos, Neeroeteren en Waarschoot werd de heilige Ghislenus vereerd tegen onvruchtbaarheid en een moeilijke bevalling. Men offerde er een rood lint en kreeg in de plaats een draagband die in aanraking zou geweest zijn met de draagband van de heilige die in Roisin bewaard werd. Een nog grotere populariteit genoot de heilige in Wallonië. Daar gingen onvruchtbare vrouwen vroeger 's nachts naar de kerk en leunden met ontblote geslachtsorganen tegen de snuit van de beer aan de voeten van het heiligenbeeld in de kerk in de hoop alsnog in verwachting te geraken.
Enkele kerken gewijd aan de heilige Ghislenus in België zijn de Sint-Ghislenuskerken in Villers-Saint-Ghislain, Harmignies, Gerpinnes, Erquennes, Haine-Saint-Paul, Molenbaix, Loyers, Waarschoot (Sint-Ghislenuskerk), de Sint-Denijs- en Sint-Ghislenuskerk in Estaimbourg, de Sint-Andreas- en Sint-Ghislenuskerk in Belsele, de Sint-Martinus- en Sint-Ghislenuskerk in Saint-Ghislain en de Sint-Michiel-en-Cornelius-en-Ghislenuskerk in Machelen-aan-de-Leie. De overgrote meerderheid van deze kerken bevindt zich in Wallonië en met name in het bisdom Doornik, dat de provincie Henegouwen omvat.

## Iconografie
Ghislenus wordt vaak afgebeeld als een bisschop of abt met een miniatuurkerkgebouw in zijn handen. Het is niet zeker of hij ooit tot bisschop werd gewijd, maar het feit dat hij een klooster stichtte en leidde is een aanwijzing dat hij vermoedelijk tot abt gewijd was. Ook wordt hij vaak afgebeeld met een beer. Terug te leiden op het verhaal van de berin en koning Dagobert. Ook soms met een arend, uit hetzelfde verhaal.